# Heidi Klum
Heidi Klum, född 1 juni 1973 i Bergisch Gladbach utanför Köln, Nordrhein-Westfalen, Tyskland, är en tysk fotomodell. Hon är dessutom programledare, producent, skådespelare, designer, musiker och konstnär. Åren 2005–2012 var hon gift med musikern Seal och bar då namnet Heidi Samuel (efter Seals efternamn Samuel).

## Biografi
Klum började sin karriär genom en skönhetstävling som hennes vänner uppmuntrade henne att delta i. Hon vann tävlingen och fick ett kontrakt med den tyska modellagenturen Metropolitan Model Management. Klum arbetade som modell några år i Tyskland innan hon flyttade till USA i syfte att bygga upp sin karriär. Hon blev välkänd och började arbeta för Victoria's Secret. Detta ledde till hennes två berömda omslag: Sports Illustrated's Swimsuit Issue (1998) och senare Victoria's Secret Catalog. Sedan dess har karriären gått framåt, och idag är hon en av världens mest kända modeller. 
Heidi Klum är också en känd TV-personlighet. Hon har haft småroller i ett antal filmer och även medverkat i TV-serier som Spin City och Sex and the City. Hon har varit programledare för realityshowen Project Runway sedan 2005, ett program där finalisterna får visa sina kollektioner i New York Fashion Week. Senare blev hon programledare för Germany's Next Top Model, den tyska versionen av Top Model. Hon var programledare 2011 för serien Seriously Funny Kids.
Klum designar egna kläder och badkläder och har lanserat egna skönhetsprodukter. Hon har dessutom tillverkat kreationer åt andra designers. Hon har designat skor för Birkenstock, smycken för juveleraren Mouawad och badkläder som visades i Sports Illustrated's Swimsuit Issue 2000. Hon har även gjort flera parfymer, dessa heter "Me", "Dreams", "Shine" och "Heidi". Hon har gjort en del målningar och diverse konstverk som har visats i tidningar runt om i USA.

## Privatliv
Klum har fyra barn. Hon har en dotter, född 2004, med tidigare pojkvännen Flavio Briatore samt två söner, födda 2005 respektive 2006, och en dotter, född 2009, med den tidigare maken Seal. Heidi Klum och Seal ingick äktenskap 2005. Paret separerade januari 2012 och ansökte om skilsmässa tre månader senare. Samtidigt ansökte Heidi Klum, som då var registrerad under namnet Heidi Samuel, om att få återta sitt födelsenamn.
Den 24 december 2018 förlovade sig Klum med Tokio Hotel-gitarristen Tom Kaulitz. Detta blev officiellt på hennes Instagramsida.

## Priser och utmärkelser
- Framröstad som en av världens vackraste människor av People Magazine, 2001